# Forte de São Benedito do Monte Brasil

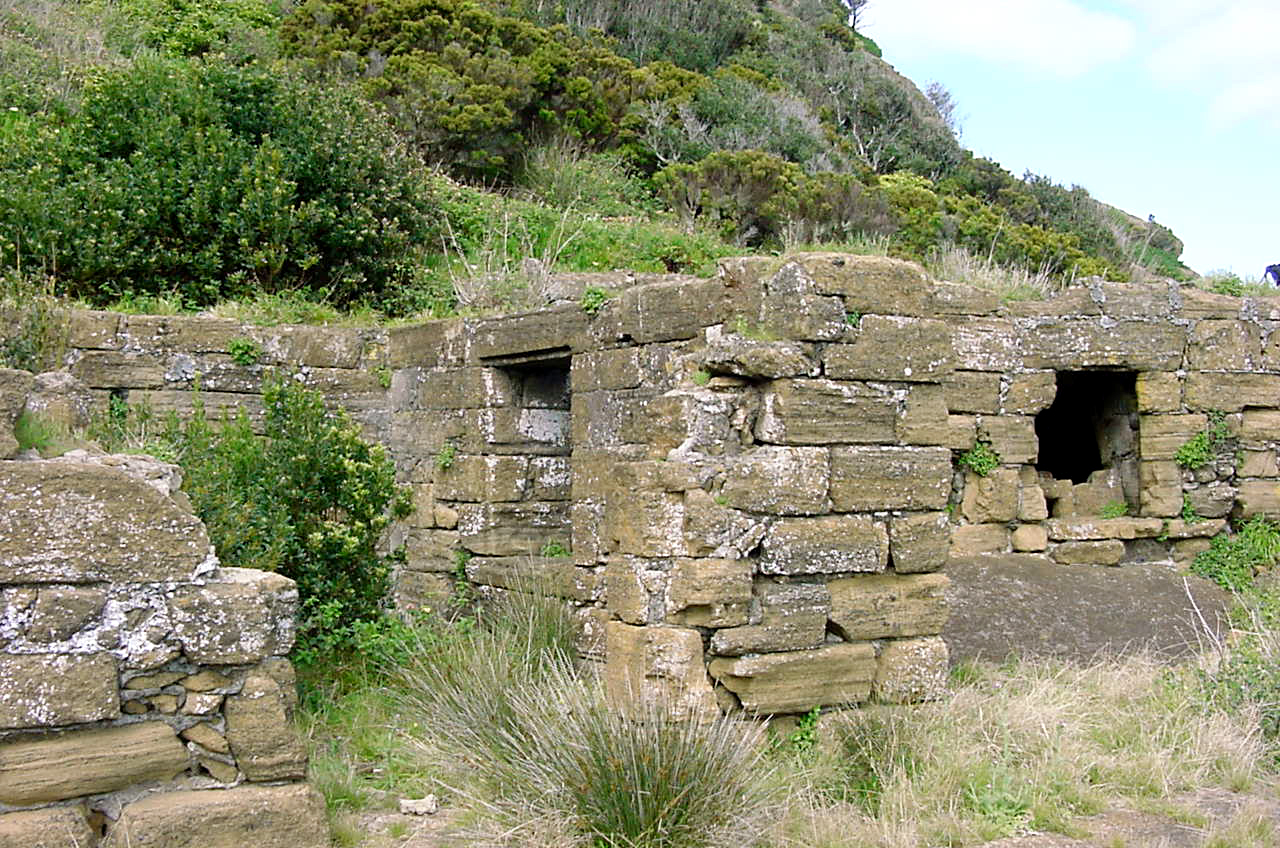
Forte de São Benedito, Angra do Heroísmo.

O Forte de São Benedito, também referido como Reduto de São Benedito e Reduto dos Três Paus, localiza-se na península do Monte Brasil, na freguesia da Sé, na cidade e concelho de Angra do Heroísmo, na costa sul da ilha Terceira, nos Açores.
Integra o conjunto defensivo da Fortaleza de São João Baptista da Ilha Terceira.

## História
No contexto da instalação da Capitania Geral dos Açores, o seu estado foi assim reportado em 1767: "(...) No dito reducto de São Benedicto tem oito canhoneiras e quatro peças de ferro, três esfuguenadas, e precisa mais quatro com os seus reparos."
Em nossos dias encontra-se em ruínas.